# Червена горска полевка
Червените горски полевки (Myodes rufocanus) са вид дребни бозайници от семейство Хомякови (Cricetidae). Разпространени са в иглолистните гори и тундрата в Северна Евразия, от Чукотка и Северна Корея до Скандинавския полуостров. Достигат дължина 110-142 mm.